# Treptower Park
Il Treptower Park è un parco di Berlino, sito nel quartiere di Alt-Treptow.
È posto sotto tutela monumentale (Denkmalschutz).

## Caratteristiche
Il Treptower Park, con un'area di 88,2 ha, è una delle maggiori aree verdi della parte orientale della città. Il parco si estende fino alle rive del fiume Sprea, su cui si trovano numerosi bar, ristoranti, balere. Al parco appartiene anche una piccola isola, la Insel der Jugend ("isola della gioventù"), collegata alla terraferma dal ponte Abteibrücke, un ponte ornamentale costruito nel 1916 da prigionieri di guerra.
Al centro del parco si trova l'imponente memoriale ai soldati dell'Armata Rossa (Sowjetisches Ehrenmal). All'interno del parco è presente anche un osservatorio astronomico, l'Archenhold-Sternwarte, realizzato in occasione dell'Esposizione industriale del 1896.

## Storia
Il Treptower Park fu realizzato fra il 1876 e il 1888 su progetto di Johann Gustav Meyer. Fu pensato come parco pubblico, con al centro alcune attrezzature sportive, fra cui un ippodromo di 250x100 metri.
Nel 1896 si svolse nel parco l'"Esposizione industriale berlinese" (Berliner Gewerbeausstellung).
Nel 1919, in seguito alla rivolta spartachista, si radunarono al Treptower Park gli operai in sciopero, guidati da Karl Liebknecht, Wilhelm Pieck e Rosa Luxemburg.
Dal 1946 al 1949 fu realizzato, all'interno del parco, il grande Memoriale.